# Mariage incognito
Pour les articles homonymes, voir Mariage (homonymie).
Pour plus de détails, voir Fiche technique et Distribution.
Mariage incognito (Vivacious Lady) est un film américain réalisé par George Stevens en 1938.

## Synopsis
Peter Morgan est un jeune professeur de botanique dans un collège de province dirigé par son père. Lors d'une escapade à New York en compagnie de son cousin Keith, il rencontre une chanteuse de cabaret, Francey, dont il tombe fou amoureux et il l'épouse immédiatement. De retour chez lui, il préfère ménager ses parents, surtout son père très autoritaire, et diffère l'annonce de son mariage, présentant Francey comme une amie de Keith, d'autant plus que Peter a une fiancée « officielle », Helen...Tout va se liguer pour contrarier la nuit de noces de Peter et Francey.

## Fiche technique
- Titre original : Vivacious Lady
- Réalisation : George Stevens
- Scénario : P. J. Wolfson et Ernest Pagano, d'après une histoire de I.A.R. Wylie
- Photographie : Robert De Grasse
- Musique : Roy Webb, également directeur musical (et chanson You'll be reminded of me de George Jessel, Jack Meskill et Ted Shapiro)
- Direction artistique : Van Nest Polglase et Carroll Clark
- Costumes : Irene et Bernard Newman
- Montage : Henry Berman
- Direction de production : Pandro S. Berman
- Production : George Stevens
- Société de production : RKO Pictures
- Genre : Comédie romantique - noir et blanc - 90 min
- Date de sortie : États-Unis : 10 mai 1938

## Distribution
- Ginger Rogers : Francey
- James Stewart : Peter Morgan
- James Ellison : Keith Morgan
- Beulah Bondi : Mme Morgan
- Charles Coburn : Mr Morgan
- Frances Mercer : Helen
- Phyllis Kennedy : Jenny

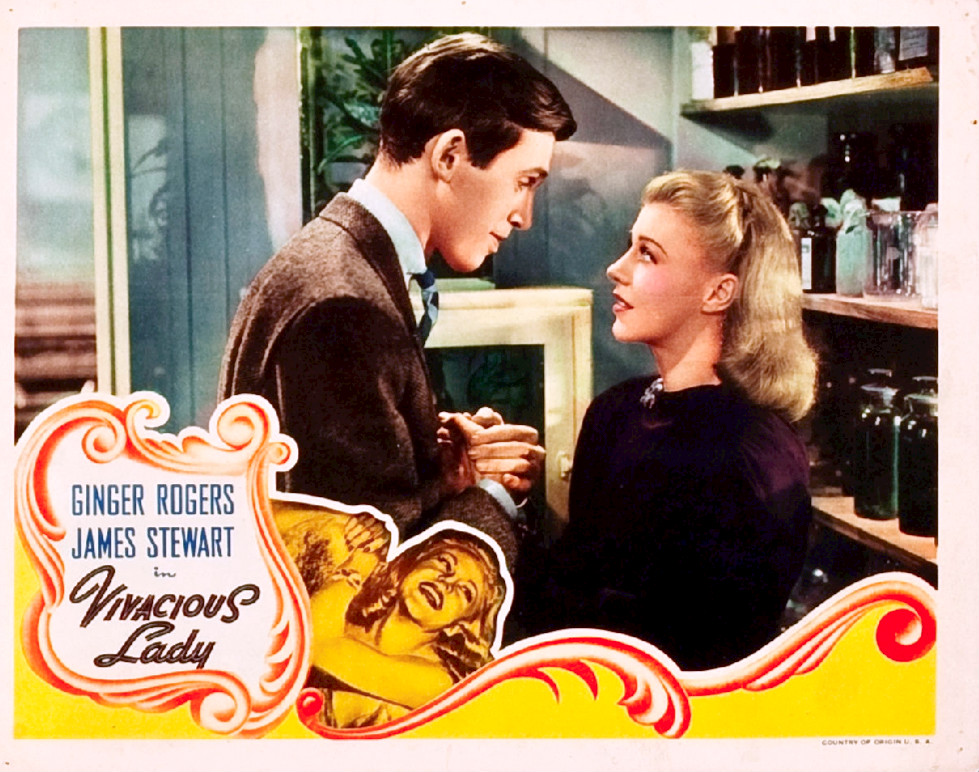
James Stewart et Ginger Rogers.

- Franklin Pangborn : Le gérant d'appartements
- Grady Sutton : Culpepper
- Jack Carson : Charlie
- Alec Craig : Joseph
- Willie Best : Un porteur dans le train

Acteurs non crédités
- Hattie McDaniel : Hattie
- Frank M. Thomas : Conducteur de train

## Commentaire
Cette brillante comédie américaine d'avant-guerre, dirigée par un spécialiste du genre, George Stevens, et servie par des dialogues incisifs, réunit pour l'unique fois de leur carrière Ginger Rogers et James Stewart. Notons la présence, dans un petit rôle non crédité, de Hattie McDaniel, première actrice afro-américaine à recevoir un Oscar (celui du meilleur second rôle féminin), pour sa prestation l'année suivante (1939) dans Autant en emporte le vent.